# 平川区
平川区（へいせん-く）は中華人民共和国甘粛省白銀市に位置する市轄区。

## 行政区画
4街道、5鎮、2郷を管轄：
- 街道弁事処：長征街道、電力路街道、紅会路街道、興平路街道
- 鎮：王家山鎮、水泉鎮、共和鎮、宝積鎮、黄嶠鎮
- 郷：種田郷、復興郷

## 交通

### 鉄道
- 中国国家鉄路集団
  - 銀蘭旅客専用線
    - 平川西駅

  - 紅会線（中国語版）
    - 長征駅

### 道路
- 高速道路
  -  京蔵高速道路
- 国道
  - G109国道
  - G341国道（中国語版）